# تايهة
تايهة التويمات قرية سوريّة  تتبع إداريّاً لمحافظة حلب منطقة منبج ناحية أبو كهف، بلغ تعداد سكانها 2400 نسمة حسب التعداد السكاني لعام 2024.